# Gibljivo krilo
Gibljivo krilo (ang. variable-sweep wing ali "swing wing"), tudi krilo s spremenljvo geometrijo (spremenljivo puščico) je krilo, ki lahko v letu spreminja naklon. Ima prednosti pri vzletu, ko so krila povsem razprta in omogočajo velik vzgon, tako lahko letalo vzleti pri manjši hitrosti in pri večjih vzletnih težah. Pri velikih hitrostih pa se zložijo, poveča se naklon (puščica) si čimer se zmanjša upor in letalo lahko leti hitreje. Za pristajanje se potem krilo spet razpne za manjše pristajalne hitrosti. Večinoma se uporablja za vojaška letala. Uporabljajo se za lovce (kdaj tudi za bombnike), ki efektivno delujejo pri manjših in velikih hitrostih.
Prva taka letala so se pojavila v obdobju 1940-1970. Novejše tehnologije krmiljenja v zadnjih letih so nekako nadomestilo gibljivo krilo, skoraj nobeno letalo z gibljivimi krili se ne proizvaja več, jih je pa veliko še vedno v uporabi. Zadnje proizvodno letalo je bil * Tupoljev Tu-160. Ameriši palubni lovec F/A-18 Hornet s fiksnimi krili ima manjšo vzletno težo v primerjavi z Grumman F-14 Tomcat.

## Letala z gibljivimi krilio

### Eksperimentalna letala
- Westland-Hill Pterodactyl IV
- Bell X-5
- Dassault Mirage G
- Messerschmitt Me P.1101
- Grumman XF10F-1 Jaguar

### Serijska letala
- General Dynamics F-111 Aardvark
- Grumman F-14 Tomcat
- Mikojan-Gurevič MiG-23
- Mikojan-Gurevič MiG-27
- Panavia Tornado
- Rockwell B-1 Lancer
- Suhoj Su-17
- Suhoj Su-24
- Tupoljev Tu-22M
- Tupoljev Tu-160